# John Eden (4e baronnet)
Pour les articles homonymes, voir Eden.
John Eden, 4e baronnet (1740-1812), est un homme politique britannique qui siège à la Chambre des communes entre 1774 et 1790. 

## Biographie
Fils aîné de Sir Robert Eden, 3e baronnet et de son épouse Mary Davison, de Beamish, dans le comté de Durham, il est né le 16 septembre 1740. Il succède à son père comme baronnet le 25 juin 1755. Il fait ses études au Collège d'Eton de 1755 à 1758 et au Trinity College de Cambridge en 1759. Il épouse d'abord Catherine Thompson, fille de John Thompson de Kirby Hall, Yorkshire le 26 juin 1764 et ensuite Dorothea Johnson, d'York, le 9 avril 1767. 
En 1774, il est élu sans opposition en tant que député du comté de Durham et appuie l'administration de Lord North. Il est réélu en 1780, bien que l'on ait dit de lui peu de temps après : « Il méprise les affaires de la Chambre, il descend généralement après le dîner et est toujours le premier à poser la question. » Il est réélu en 1784 et, lors de la crise de la régence en 1788, il se plaint d'être rappelé au Parlement. Il n’existe aucune trace de ses discours à la Chambre et il semble préférer chasser que de passer du temps au Parlement. En 1789, il s'inquiète de son siège en évoquant la menace d'un banquier étranger et est battu aux élections générales britanniques de 1790. 
Il décède le 23 août 1812. 